# Castillo de Denbigh

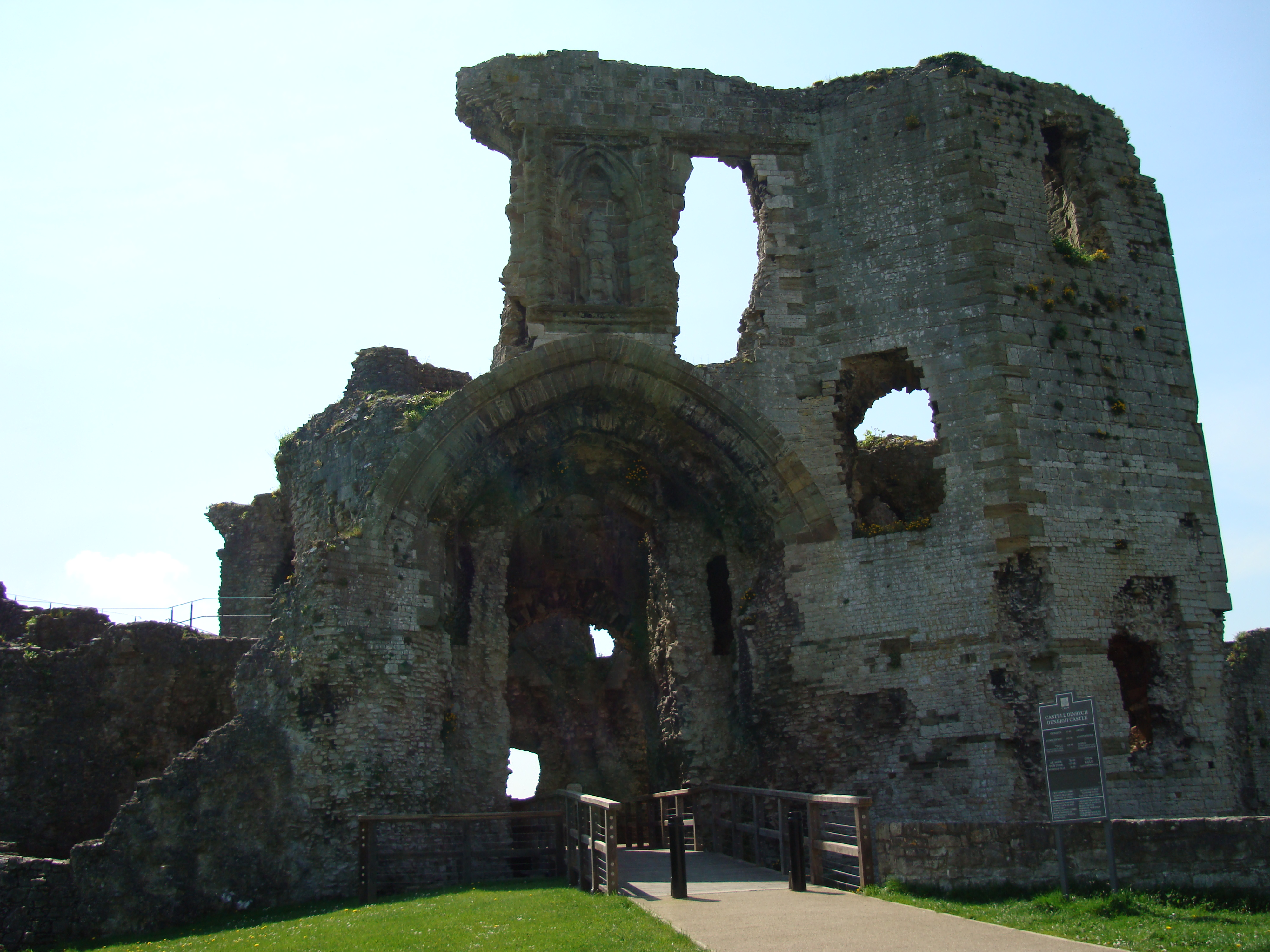
Entrada al Castillo de Denbigh.

El Castillo de Denbigh (en galés:Castell Dinbych) fue una fortaleza construida tras la conquista de Gales por parte del rey Eduardo I.
El castillo, que se levanta sobre un promontorio rocoso sobre el pueblo de Denbigh, en el condado de Denbighshire, fue construido sobre una fortaleza anterior. El castillo estaba defendido únicamente por una puerta formada por tres torres.
Al mismo tiempo que el castillo se construyó una bastida. El burgo anglo-normado fue un intento por parte de Eduardo I de pacificar Gales

## Construcción
El Castillo de Denbigh, que fue construido en dos fases, está basado en planos atribuidos al Maestro Jacobo de St George. En el primer periodo se construyeron partes del patio exterior. Estas defensas exteriores incluían los muros sur y este, así como las torres orientales. Los trabajos del patio interior incluían partes del muro cortina y la puerta principal de tres torres. Al mismo tiempo se comenzaron a construir las murallas del pueblo.
Pero en 1294 Denbigh fue atacado y tomado durante la revuelta de Madog ap Llywelyn, por lo que cesaron las obras. Tras la recuperación del castillo un año después, de Lacy revisó el proyecto en la segunda fase de la construcción. En esta etapa se reforzó el muro cortina del patio interior haciéndolo más grueso y alto.
La entrada principal estaba muy reforzada con tres torres octagonales y un puente levadizo: dos de las torres daban hacia el exterior, y la tercera al interior (la Torre Badnes). Esta gran torre de forma triangular creaba un pasadizo fuertemente defendido con agujeros por donde arrojar cosas, rastrillos en serie, dos puertas de madera, y ventanas por donde disparar flechas. Una de las torres de la puerta encerraba los aposentos del portero y otra la prisión.
Durante este mismo periodo, se terminó el gran salón y las alas domésticas incluida la torre de la cocina, la despensa y la poterna. Las murallas del pueblo también se terminaron, éstas en su parte oriental estaban defendidas por torres en forma de D. Los trabajos continuaron durante el siglo XIV, pero de Lacy murió antes de que el castillo estuviera terminado.

## Historia
El actual Castillo de Denbigh fue construido en el lugar donde anteriormente había una fortaleza galesa en poder de Dafydd ap Gruffydd, hermano de Llywelyn el Último. La fortaleza galesa pertenecía originalmente a Llywelyn el Grande. En 1230, un Abad inglés visitó a Llywelyn el Grande en este nuevo castillo.
El actual castillo de piedra fue comenzado por Enrique de Lacy, conde de Lincoln, en el territorio que le había otorgado Eduardo I tras la derrota del último príncipe de Gales, Dafydd ap Gruffudd en 1282. En ese momento se derribó el castillo galés y comenzaron los trabajos de construcción de la nueva fortaleza británica. Al mismo tiempo, se otorgó a De Lacy una Carta Real por la que podía crear un nuevo burgo.
En 1294, el castillo, todavía incompleto, fue asediado y capturado por las fuerzas galesas durante la revuelta de Madog ap Llywelyn. Durante el posterior asedio un ejército liderado por de Lacy fue derrotado mientras intentaba recuperar el castillo. Sin embargo la revuelta fracasó y el castillo fue devuelto a de Lacy un año después. Tras este episodio se reanudó la construcción. Tras algunas mejoras defensivas, el castillo y las murallas se completaron en 1305.
En la década de 1290, Eduardo I emitió una segunda Carta Real debido a que la ciudad se había expandido rápidamente más allá de las murallas y de los límites de la ciudad. En 1305 había 183 colonos que vivían fuera de las murallas de la ciudad y sólo 52 dentro de las defensas de la ciudad. Justo fuera de las murallas de la ciudad se estableció un Monasterio Carmelita.
En 1400, las fuerzas de Owain Glyndwr atacaron Denbigh. La ciudad fue seriamente dañada pero el castillo resistió y no fue tomado.
Durante la Guerra de las Dos Rosas, Jasper Tudor, el Conde de Pembroke (de la casa de Lancaster), intentó en dos ocasiones en la década de 1460 tomar el castillo pero en ambas falló.
En el siglo XVI Robert Dudley, Conde de Leicester, ostentó el señorío de Denbigh así como el castillo desde 1563 hasta su muerte en 1588.
Durante la Revolución inglesa, el castillo fue reparado por el coronel William Salisbury y guarnecido por el rey Carlos I, quien permaneció allí brevemente en septiembre de 1645. Al año siguiente, el castillo sufrió un asedio de seis meses antes de verse finalmente obligado a rendirse a las fuerzas parlamentarias. Posteriormente el castillo fue despreciado para prevenir su futuro uso. Sin embargo durante el resto de la guerra, parte del castillo se usó como prisión para los seguidores del rey.
Sin embargo con la restauración de Carlos II en 1660, el castillo fue abandonado lo que permitió que cayera en decadencia.